# Bala Cohete

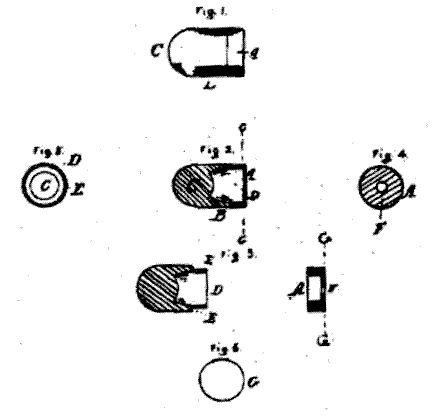
Dibujo de la Patente de los Estados Unidos 5,701, para el cartucho metálico Bala Cohete de Walter Hunt.

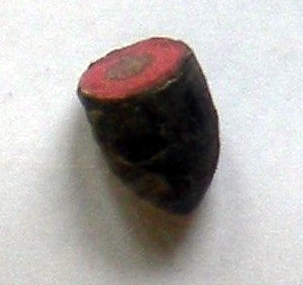
Un primigenio cartucho Volcanic calibre .41.

La Bala Cohete fue uno de los primeros tipos de cartuchos metálicos para armas de fuego, que contenía la bala y la pólvora en una sola unidad.

## Construcción
La Bala Cohete, patentada en 1848 por Walter Hunt, consistía en una bala de plomo con una profunda oquedad en su base, que abarcaba la mayor parte del largo del cartucho. La oquedad, al igual que la de la bala Minié, servía para que la bala tome las estrías del ánima. Pero la Bala Cohete empleaba la oquedad para otro fin. Al rellenarla con pólvora y sellarla con una cubierta que tenía un pequeño agujero para su ignición, la Bala Cohete reemplazó al primigenio cartucho de papel con un durable embalaje capaz de ser alimentado desde un cargador. La cubierta era destruida en la recámara al disparar. La Bala Cohete fue empleada en armas de palanca alimentadas desde cargadores tubulares, permitiendo producir las primeras armas de repetición con un solo cañón.

## Uso

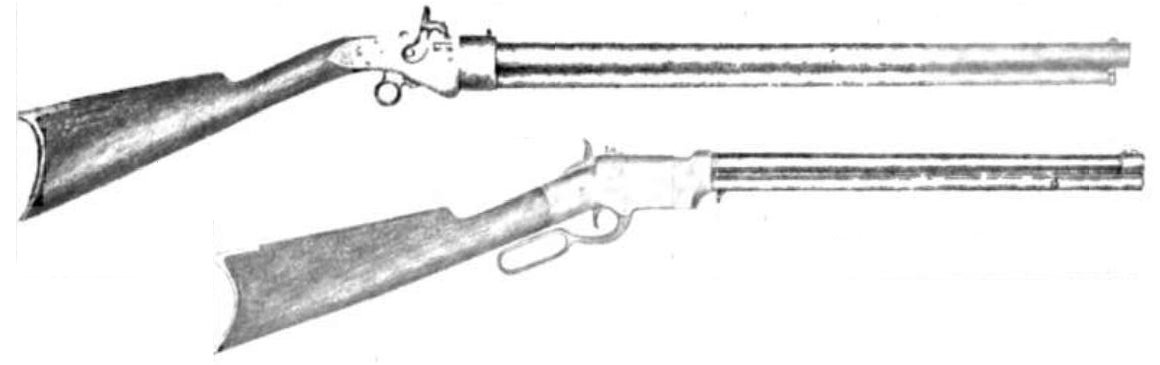
El fusil Jennings (arriba), muestra el martillo y la chimenea donde se ponía la cápsula fulminante para la Bala Cohete. El posterior fusil Volcanic (abajo), empleaba el cartucho Volcanic con cápsula fulminante.

Aunque la Bala Cohete ofrecía el medio de hacer eficaces a las armas de repetición, no era una solución ideal. El limitado volumen de la base de la bala reducía gravemente la cantidad de pólvora que podía emplarse, limitando así la velocidad potencial y el alcance del cartucho. Con una energía de boca de apenas unos 76 julios, la Bala Cohete era menos potente que el más débil cartucho moderno para pistolas de bolsillo, como el 6,35 x 16.
A pesar de estas limitaciones, la Bala Cohete fue empleada en varios intentos por crear un arma de repetición que fuese un éxito comercial, culminando en la Volcanic Repeating Arms Company. El cartucho Volcanic dio un paso adelante, al añadir un fulminante a la cubierta de la Bala Cohete y transformándola en un cartucho propiamente dicho.